# 土岐市民の歌
「土岐市民の歌」（ときしみんのうた）は、岐阜県土岐市の市民歌である。作詞・土岐市民の歌制定委員会、補作・森菊蔵、作曲・松尾隆夫。
本項では「市民の歌」制定以前に作成されたものの未発表となった「土岐市民歌」（ときしみんか）についても解説する。

## 解説
土岐市において市民歌を作成する動きは、1971年（昭和46年）の土岐青年会議所（JC）設立5周年記念事業として「土岐市民歌」の製作が企画されたことに始まる。この時は自治体歌の多くで一般的に行われる歌詞の懸賞公募でなく、JCから日本コロムビアへの依頼によりいずれも同社専属の藤浦洸が作詞、古関裕而が作曲を手掛けて1970年（昭和45年）に完成した。ところが、完成した曲に対して作成に市民が参加していないことや「歌詞に地域の情景が乏しい」などの批判がJC内部から相次ぎ、発表される機会の無いまま「幻の曲」となってしまう。
2年後の1972年（昭和47年）、JCは「仕切り直し」の形で市民を対象に歌詞の一般公募を実施し、土岐少年少女合唱団創立者の松尾隆夫（元土岐津小学校校長、2019年没）の作曲により新たに「土岐市民の歌」が作成・発表された。発表当初、市は制定主体とはなっていなかったが1990年（平成2年）に市制35周年を記念して制定告示が行われ、正式な市民歌の地位を得ている。
2020年（令和2年）には、市民の健康増進策として「市民の歌」をBGMに用いたオリジナル体操の作成が企画されている。

### “幻の市民歌”発見
現行の「市民の歌」以前に作られて未発表となった「市民歌」は長らく存在を忘れられていたが、2017年（平成29年）に土岐市から観光で福島市古関裕而記念館を訪れた市民が館内に掲出されていた古関の作曲リストに「土岐市民歌」と題する作品が含まれていることに気付き、再び日の目を見ることになった。この「市民歌」と現行の「市民の歌」と作曲者が異なっていることに疑問を感じた発見者が土岐市図書館に照会したところ、同館の調査で現行「市民の歌」の2年前に未発表の「市民歌」が作られていたことが判明する。
2020年（令和2年）、NHKの連続テレビ小説『エール』で古関が主人公のモデルとして取り上げられ注目が高まったことから、市では8月1日に幻の「市民歌」復活演奏を実施した。ただし、この復活演奏は新型コロナウィルスの影響により、市関係者とマスメディアのみ限定での公開とされている。